# Турниры УЕФА
Европейские футбольные турниры, также известные как турниры УЕФА — проводимые, а также проводившиеся ранее соревнования под эгидой УЕФА, как среди клубов, так и среди национальных сборных.

### Клубные

#### Действующие
- Лига чемпионов УЕФА, с 1992 года (с 1955 по 1991 как Кубок Европейских чемпионов)
- Лига Европы УЕФА, с 2009 года (с 1971 по 2008 год как Кубок УЕФА)
- Лига конференций УЕФА, с 2021 года
- Суперкубок УЕФА,
- Юношеская лига УЕФА, с 2013 года
- Кубок регионов УЕФА, с 1999 года
- Лига чемпионов УЕФА среди женщин, с 2009 года
- Лига чемпионов УЕФА по мини-футболу, с 2001 года

#### Упразднённые
- Кубок обладателей кубков УЕФА (1960–1999)
- Кубок Интертото (1961–2008)
- Межконтинентальный кубок по футболу (1960–2004)

### Для национальных сборных

#### Действующие
- Чемпионат Европы по футболу, с 1960 года
  - Чемпионат Европы по футболу среди молодёжных команд, с 1978 года
  - Чемпионат Европы по футболу среди юношей до 19 лет, с 2002 года
  - Чемпионат Европы по футболу среди юношей до 17 лет, с 2002 года
- Лига наций УЕФА, с 2018 года
- Кубок чемпионов КОНМЕБОЛ–УЕФА, с 2022 года известен как Финалиссима
- Чемпионат Европы по футболу среди женщин, с 1984 года
  - Чемпионат Европы по футболу среди девушек до 19 лет, с 2002 года
  - Чемпионат Европы по футболу среди девушек до 17 лет, с 2007 года
- Чемпионат Европы по мини-футболу, с 1996 года
  - Чемпионат Европы по мини-футболу среди юношеских команд, с 2019 года
- Чемпионат Европы по мини-футболу среди женщин, с 2018 года

#### Упразднённые
- Кубок УЕФА среди любителей
- Чемпионат Европы по футболу среди молодёжных команд до 23 лет
- Кубок Меридиана (1997–2007)
- Чемпионат Европы по мини-футболу среди молодёжных команд